# Bojaźń i drżenie
Bojaźń i drżenie (dun. Frygt og Bæven) – filozoficzne dzieło Sørena Kierkegaarda, opublikowane w 1843 pod pseudonimem Johannes de Silentio. Tytuł jest odniesieniem do wersu z Listu do Filipian: z drżeniem i bojaźnią zbawienie swoje sprawujcie.
Książka poświęcona jest w całości sprawie ofiary Abrahama, który złożył w niej Bogu swojego syna, Izaaka. Związana jest głęboko z przeżyciami osobistymi autora, który tożsami Abrahama ze swoim ojcem, a Izaaka ze swoją niedoszłą żoną, Reginą Olsen. Autor ukazuje podwójny, nieskończony wysiłek Abrahama, który musi jednocześnie dokonać wysiłku rezygnacji, zgadzając się na ofiarowanie Izaaka oraz wysiłku wiary, który ma mu to wszystko, czego się wyrzekł, przywrócić. Utożsamia to z własnym wyrzeczeniem uczuć do Reginy oraz wiarą w to, że będzie mu ona przywrócona. Dzieło jest wyznaniem Kierkegaarda, który nie zdołał dokonać tych dwóch wysiłków, z uwagi na to, że były one za mało nieskończone. Autor porusza też temat zagrożeń i potencjalnych możliwości, które mogą być bardziej przerażające od samych zaistniałych faktów.
Bojaźń i drżenie to pierwsze dzieło Kierkegaarda, w którym sprzeciwia się on Georgowi Wilhelmowi Friedrichowi Heglowi, mimo że pozostaje jeszcze pod jego silnym wpływem. Uważał tę pozycję za swoje najlepsze dzieło. Według Jarosława Iwaszkiewicza książka nie jest ściśle pismem filozoficznym, tylko wielkim wybuchem uczuciowym, gdzie mieszają się sprawy osobiste i ogólne, gdzie do głosu dochodzi zarówno wielka frapująca myśl, jak i znakomity talent literacki.